# Nordmannia myrtale
Nordmannia myrtale är en fjärilsart som beskrevs av Johann Christoph Friedrich Klug 1834. Nordmannia myrtale ingår i släktet Nordmannia och familjen juvelvingar. Inga underarter finns listade i Catalogue of Life.